# Universo espanso (Guerre stellari)
L'Universo espanso di Guerre stellari (in inglese Expanded Universe, spesso abbreviato in EU) è l'insieme delle opere del franchise di Guerre stellari pubblicate dal 1976 al 25 aprile 2014 al di fuori della serie principale dei sei film, della serie animata Star Wars: The Clone Wars e del film omonimo. Esso include fumetti, romanzi, videogiochi, giocattoli e altro realizzati da diversi autori, espandendo e continuando la storia trattata nei film in un intervallo di tempo che va da 36.000 anni prima de La minaccia fantasma fino a 134 anni dopo Il ritorno dello Jedi.
Pur con alcune contraddizioni al suo interno, l'Universo espanso è stato considerato canonico dalla Lucasfilm, a patto che non contraddicesse quanto affermato nei film; tanto che lo stesso George Lucas utilizzò alcuni dei nomi e personaggi introdotti negli adattamenti all'interno della saga cinematografica.
Il 25 aprile 2014, dopo l'acquisizione di Guerre stellari da parte della Disney, venne annunciato che l'Universo espanso non avrebbe avuto ulteriori aggiunte e tutto il materiale precedentemente pubblicato che vi afferiva sarebbe stato commercializzato sotto un nuovo marchio, Star Wars Legends, escludendolo dalla continuity della saga.

## Storia editoriale

### Gli inizi
(George Lucas, nell'introduzione dell'edizione inglese del 1994 de La gemma di Kaiburr)
Nel periodo in cui la trilogia originale veniva girata e distribuita nei cinema, vennero prodotti diversi romanzi, serie di fumetti, strisce e linee di giocattoli, che erano quasi sempre incentrati intorno ai personaggi principali dei film. La gemma di Kaiburr, romanzo scritto da Alan Dean Foster e pubblicato nel 1978, nato da un soggetto inizialmente pensato come base per la trama di un possibile seguito a basso costo di Una nuova speranza, nel caso questo non avesse avuto successo al botteghino, è uno tra i primi esempi di questi prodotti derivati. La situazione andò avanti così per un decennio, con scarsa coordinazione tra gli autori, inizialmente anche a causa della mancata conoscenza da parte degli sceneggiatori di quella che sarebbe stata la trama dei successivi film della prima trilogia.
Più di 100 albi a fumetti vennero pubblicati dalla Marvel Comics nella collana Marvel Star Wars, tra il luglio del 1977 e quello del 1987, con storie per la maggior parte originali. Nei primi anni '80 vennero trasmessi dalla National Public Radio i radiodrammi di episodio IV e V (la drammatizzazione di episodio VI verrà realizzata, per la distribuzione su CD audio, dalla HighBridge Audio solo nel 1995), che però non erano mere trasposizioni dei dialoghi e delle sceneggiature del film, ma contenevano molte scene aggiuntive. La Del Rey Books diede alle stampe, oltre agli adattamenti dei film e al succitato La gemma di Kaiburr, anche due trilogie di romanzi, dedicate rispettivamente ai personaggi di Ian Solo (1979-1980) e Lando Calrissian (1983). Dopo l'uscita de Il ritorno dello Jedi (1983) videro la luce i due film spin-off della saga L'avventura degli Ewoks (1984) e Il ritorno degli Ewoks (1985) e le serie televisive animate, trasmesse tra il 1985 ed il 1986, Ewoks e Droids Adventures, quest'ultima con protagonisti R2-D2 e C-3PO, tutti e quattro prodotti destinati tuttavia ad un pubblico più giovane rispetto a quello della trilogia cinematografica. La Kenner Products ideò e mise in commercio action figure della saga fino al 1986, anno in cui cessò la distribuzione sul mercato dei prodotti già realizzati per le linee precedenti a causa del calo delle vendite degli stessi. La stessa Kenner, prima di cessare la distribuzione dei prodotti, si era vista rifiutare dalla Lucasfilm la linea di giocattoli The Epic Continues, che, con lo scopo di mantenere vivo l'interesse del pubblico, avrebbe dovuto portare avanti la storia dopo il terzo film, presentando un nuovo avversario, il genetista Atha Prime, legato alle guerre dei cloni, e mostrando un redivivo Grand Moff Tarkin.

### Il punto di svolta e l'apice
Nel 1987 non era previsto nessun nuovo film della saga che potesse espandere ulteriormente la storia e ravvivare l'attenzione del pubblico e, con la conclusione delle serie animate e delle linee di giocattoli, tutto sembrava indicare che lo sfruttamento del franchising stesse avviandosi ad una sua naturale conclusione. In quell'anno l'editore specializzato in wargame e giochi di ruolo West End Games propose alla Lucasfilm la produzione di Guerre stellari - Il gioco di ruolo, riuscendo ad acquisire la licenza per soli 100.000 dollari. Al contrario della visione pessimistica di alcuni dei primi licenziatari di prodotti derivati, che avevano rinunciato al rinnovo, Lucas e i membri della Lucasfilm ritenevano che il franchise fosse tutt'altro che finito, ma, non essendo l'uscita di un nuovo film prevista a breve termine, pensavano che nel frattempo un gioco di ruolo avrebbe potuto continuare a mantenere viva l'attenzione del pubblico giovane e degli appassionati verso Guerre stellari. Una volta acquisita la licenza il problema iniziale che la casa produttrice di giochi si trovò davanti era costituito dalla carenza di materiale che descrivesse e approfondisse l'universo narrativo della saga, ovvero tutto ciò che andava oltre la trilogia e i pochi prodotti correlati già pubblicati utilizzabili senza contraddire quanto narrato in precedenza. La Lucasfilm fornì quindi alla West End Games tutto il materiale di archivio che era stato prodotto per i film e, con questa summa di informazioni, l'editore iniziò a dare forma alla galassia, decidendo — previa autorizzazione della Lucasfilm stessa — anche nomi di pianeti, razze aliene e informazioni aggiuntive, come il background dei personaggi, dove queste erano assenti o carenti nel materiale ufficiale realizzato fino ad allora.
Agli inizi degli anni novanta vennero messe in produzione due opere che affrontarono per la prima volta la questione degli eventi successivi a Il ritorno dello Jedi, un'epoca ancora inesplorata nel materiale originale: nel giugno 1991 L'erede dell'Impero, prima parte della trilogia di Thrawn di Timothy Zahn, edita dalla Bantam Books, e nel dicembre dello stesso anno la miniserie a fumetti Dark Empire, scritta da Tom Veitch, illustrata da Cam Kennedy e pubblicata dalla Dark Horse Comics, la nuova licenziataria che aveva sostituito la Marvel per quello che riguardava i diritti sui fumetti. I manuali di gioco pubblicati della West End Games vennero consegnati agli autori di questi primi seguiti, per essere usati come materiale di riferimento su cui basarsi per le loro opere, divenendo di fatto il primo canone dell'Universo espanso; a sua volta la West End Games produsse manuali ispirati a queste nuove opere, approfondendo ciò che era stato mostrato nei nuovi libri e fumetti, e pubblicò racconti brevi, opera degli stessi autori dei romanzi, sulla sua rivista Star Wars Adventure Journal. Il tentativo di ricostruzione della Nuova Repubblica e dell'Ordine Jedi sotto la rinnovata minaccia dell'Impero Galattico e dei Sith, così come il futuro dei personaggi principali Luke, Ian e Leila, ottennero un eccezionale riscontro critico e di pubblico e influenzarono tutti gli autori successivi che si cimentarono nella composizione di storie ambientate nello stesso arco temporale.
A completare l'opera di definizione dell'universo narrativo, a partire dal 1995, la Del Rey Books affiancò ai romanzi alcune pubblicazioni (come la collana Essential Guides o le diverse edizioni della Star Wars Encyclopedia) che, riprendendo e rielaborando parte del materiale grafico e testuale proveniente dai romanzi, dal gioco di ruolo e dai fumetti, descrivevano in maniera approfondita gli elementi dell'universo narrativo divisi per tematiche (personaggi, droidi, veicoli, ecc...), sia da una prospettiva interna che (in misura minore) esterna alla narrazione, proseguendone la pubblicazione con ripetuti aggiornamenti fino al 2012.
Con il periodo della tarda Repubblica Galattica e delle guerre dei cloni dichiarato interdetto da George Lucas in attesa dell'eventuale realizzazione di possibili prequel cinematografici, gli autori dell'Universo espanso esplorarono le epoche più remote della galassia, come il periodo compreso tra il 5000 e il 4000 BBY, narrato nella serie di fumetti Le cronache dei Jedi (1993-1998). Altri due romanzi di Timothy Zahn, Spettro del passato (1997) e Visione del futuro (1998), conclusero invece il conflitto tra gli ultimi scampoli dell'Impero e la Nuova Repubblica. Con la serie di romanzi The New Jedi Order (1999-2003), vennero introdotti per la prima volta dei nuovi avversari non umani, la razza aliena degli yuuzhan vong intenta a invadere la galassia. L'effettiva realizzazione di una nuova trilogia cinematografica che fungesse da prequel, iniziata nel 1999 e conclusa nel 2005, liberò infine anche quest'ultimo periodo della storia della galassia alla fantasia degli autori dell'Universo espanso. Essi poterono dunque collegare le nuove linee narrative al materiale già esistente, senza il rischio di contraddire la storia canonica.

### L'Universo espanso e il canone diGuerre stellari
Nel 1996 la Lucasfilm diede vita al primo di una serie di progetti multimediali, dal titolo L'ombra dell'Impero, che narrava gli eventi avvenuti tra L'Impero colpisce ancora e Il ritorno dello Jedi, e prevedeva un romanzo, due fumetti, un videogioco, una nuova linea di giocattoli prodotta dalla Kenner e l'abituale manuale per il gioco di ruolo. L'anno successivo venne proiettata nei cinema l'edizione speciale della trilogia originale, che fece da apripista per la nuova trilogia, distribuita a partire dal 1999.
Tutto questo nuovo materiale, oltre a rinnovare l'interesse del pubblico per il marchio, portò anche problemi di coerenza e, in alcuni casi, si resero necessarie delle retcon. Se da un lato i nuovi film avevano portato sullo schermo diversi elementi presi dall'Universo espanso (come il nome del pianeta capitale Coruscant o il codice Jedi), dall'altro contraddicevano apertamente alcune situazioni presenti nelle altre pubblicazioni (come la possibilità per i Jedi di sposarsi), mentre in altri casi ancora introducevano nuove interpretazioni di materiale già presente (ad esempio il personaggio dello zio Owen Lars, presentato come fratello di Obi-Wan Kenobi nei primissimi prodotti legati alla saga, per poi divenire il semplice tutore a cui veniva affidato, senza un esplicito motivo, Luke Skywalker, e definito infine in L'attacco dei cloni come il fratellastro di Anakin Skywalker e quindi il reale zio, seppur non di sangue, di Luke). Proprio per evitare queste situazioni, che con il gran numero di prodotti di cui era previsto l'arrivo sul mercato si sarebbero fatte sempre più frequenti, venne introdotto l'Holocron continuity database, una banca dati a uso degli autori che aveva lo scopo di raccogliere tutto il materiale prodotto sulla saga, e furono definiti dalla Lucas Licensing diversi livelli di canonicità del materiale pubblicato. Il livello più alto era il livello G (George Lucas), per i film e i prodotti immediatamente correlati (radio drammi e romanzi derivati da questi), il più basso il livello N, per storie non canoniche, ipotetiche o superate; esistevano poi il livello S, per tutto ciò che era stato canonico prima di venire contraddetto da opere di livello superiore o che non si adattava perfettamente agli sviluppi della trama, e infine C, in cui ricadeva tutto il resto, ovvero la maggior parte delle opere pubblicate nell'ambito dell'Universo espanso, dopo che, durante gli anni '90, si era deciso di dare consistenza a tutte le varie opere derivate. Usando questo nuovo approccio che comportava una maggiore attenzione alla continuity, negli anni seguenti videro la luce altri due progetti multimediali: Clone Wars (2003-2005), ambientato tra L'attacco dei cloni e La vendetta dei Sith, e Il potere della Forza (2008), ambientato tra La vendetta dei Sith e Una nuova speranza, in cui viene narrata la nascita dell'Alleanza Ribelle.

### L'era Disney
Dopo l'acquisto di Lucasfilm da parte di The Walt Disney Company, il 30 ottobre 2012, vennero avviati i preparativi per una trilogia sequel che avrebbe narrato una storia originale piuttosto che appoggiarsi sul materiale dell'Universo espanso, introducendo di fatto una nuova continuity. Tutto il materiale dell'EU prodotto fino a quel momento è stato quindi definito non canonico e quanto precedentemente pubblicato raccolto sotto il nuovo marchio Star Wars Legends, che ha iniziato a comparire nelle ristampe dei libri e dei fumetti. Ciononostante materiale e personaggi dell'Universo espanso hanno continuato a influenzare le nuove opere della serie e in alcuni casi hanno fatto la loro comparsa e sono stati inclusi nel nuovo canone:
(The Legendary Star Wars Expanded Universe Turns a New Page)
So that's why we called it Legends... So it wouldn't get shoved off too far to the side, and treated like it never happened.»
Per questo abbiamo chiamato la serie Legends... In modo che non venisse liquidata come una cosa marginale che non è mai avvenuta.»
(Shelly Shapiro, caporedattore di Del Rey Books)

## Cronologia interna dell'Universo espanso
A differenza dei film, i cui eventi si svolgono nell'arco di 66 anni, l'Universo espanso copre oltre 30.000 anni di storia dell'universo fantascientifico di Guerre stellari. L'opera ambientata cronologicamente più indietro nel tempo è la serie a fumetti L'alba degli Jedi, i cui eventi hanno luogo 37.000 anni prima dei film. La più recente cronologicamente è la serie Legacy, che si colloca 139 anni dopo gli eventi de Il ritorno dello Jedi. La cronologia riportata qui sotto utilizza il cosiddetto Calendario Galattico Standard, adottato all'interno della galassia nella finzione narrativa della serie. In esso lo spartiacque è costituito dalla battaglia di Yavin vista nel film Guerre stellari, per cui l'acronimo BBY (Before the Battle of Yavin) viene utilizzato per indicare eventi precedenti alla battaglia di Yavin e ABY (After the Battle of Yavin) per gli avvenimenti successivi. La data di creazione dell'universo viene collocata nel 13.000.000.000 BBY.
L'era pre-repubblicana (13.000.000.000 BBY - 25.053 BBY)
Menzionata per la prima volta in Star Wars: Knights of the Old Republic; durante quest'era i rakata, dei bipedi provenienti da Lehon, formano un vasto impero grazie all'uso del lato oscuro della Forza. Durante questi anni un gruppo di persone connesse alla forza da vita all'ordine jedi.Questa era termina con il collasso dell'impero rakatiano e la nascita della Repubblica Galattica nel 25.053 BBY.
La Vecchia Repubblica (25.053 BBY - 1.000 BBY)
Durante questo periodo i Jedi sono numerosi e governano la galassia come guardiani della pace e della giustizia. Il fumetto Le cronache dei Jedi ha luogo durante quest'era e narra la lunga guerra combattuta tra Jedi e Sith. Il fumetto Knights of the Old Republic, il MMORPG Star Wars: The Old Republic e la trilogia di romanzi su Darth Bane si collocano temporalmente in questo periodo. Durante quest'era avviene anche la grande guerra Sith.
La nascita dell'Impero (1.000 BBY - 0 BBY)
Durante questo periodo, di cui sono stati sviluppati approfonditamente solo gli ultimi decenni, ha luogo l'apparente sconfitta dei Sith. Negli anni del declino della Repubblica, il senato è infangato dalla corruzione e dagli scandali, e la burocrazia è talmente rigida da impedire un vero e proprio governo. Il signore dei Sith Darth Sidious, sotto l'identità del senatore Palpatine, orchestra segretamente la sua ascesa a cancelliere supremo e pianifica personalmente le guerre dei cloni, promettendo di riunire la galassia sotto un nuovo ordine e di distruggere l'ordine Jedi. Hanno luogo in questo arco di tempo gli eventi narrati nei progetti multimediali Clone Wars e Il potere della Forza.
La ribellione (0 BBY - 4 ABY)
Dopo la scomparsa della Vecchia Repubblica si sparge in tutta la galassia un sentimento di protesta verso la tirannia del nuovo Impero. Alcuni gruppi formano l'Alleanza Ribelle e la guerra civile galattica ha inizio. Questa era ha inizio con la vittoria dei ribelli nella Battaglia di Yavin e termina con la morte dell'Imperatore nella battaglia di Endor. L'Alleanza viene rinominata prima in Alleanza dei Pianeti Liberi e in seguito in Nuova Repubblica.
La Nuova Repubblica (4 ABY - 25 ABY)
Dopo aver sconfitto l'Impero, l'Alleanza Ribelle deve trasformarsi da resistenza militare a vero e proprio governo galattico. Mentre cerca di reclamare i territori un tempo dell'Impero, la Nuova Repubblica deve affrontare insurrezioni di lealisti all'Impero e signori della guerra ribelli. Inoltre Luke Skywalker, l'ultimo dei Jedi, comincia a ricostruire l'antico ordine e ad addestrare nuovi apprendisti Jedi.
Il nuovo ordine Jedi (25 ABY - 34 ABY)
Grazie all'aiuto dell'ordine Jedi, formato da più di cento guerrieri, la Nuova Repubblica firma un trattato di pace con ciò che resta dell'Impero. La galassia vive finalmente un periodo di pace dopo decenni di guerre. Ma una terribile minaccia aliena proveniente dallo spazio sconosciuto assale la Repubblica: gli yuuzhan vong mettono a ferro e fuoco interi mondi ma alla fine vengono sconfitti, come narrato nei libri della serie The New Jedi Order. Nella trilogia Dark Nest I misteriosi killik danno inizio a una guerra tra chiss, la colonia e l'Alleanza Galattica, con Jedi presenti tra i ranghi di tutti gli schieramenti.
Eredità (34 ABY - 139 ABY)
Dopo aver raggiunto la pace con i yuuzhan vong, la neo-formata Federazione Galattica della Alleanze Libere fatica a lavorare come una singola entità. Alle varie minacce interne si aggiunge un pericolo proveniente da ciò che resta del Lato Oscuro, che minaccia di dare origine a un nuovo Signore dei Sith più potente di Dart Fener e dell'Imperatore Palpatine. Il nuovo ordine Jedi creato da Luke Skywalker entra in una nuova era mentre gli eredi di Skywalker crescono. Jacen Solo si è alleato con una vecchia nemesi di Luke, Lumiya, che gli ha promesso di portare pace nella galassia se diventerà il nuovo signore dei Sith. I romanzi della serie Legacy of the Force e Fate of the Jedi sono ambientati in questo periodo. Circa 120 anni dopo la battaglia di Endor l'impero Galattico con l'aiuto di una nuova generazione di Sith annienta l'ordine Jedi è distrugge la federazione Galattica instaurando un nuovo ordine Galattico. Otto anni dopo, Cade Skywalker distrugge l'ordine Sith e l'Alleanza Galattica distrugge l'Impero formando un nuovo governo Galattico. Qualche anno dopo, Ania Solo sventerà i piani di Darth Wredd, l'ultimo Sith nella Galassia, che tenterà di distruggere il nuovo governo.

## Opere

### Film televisivi
The Star Wars Holiday Special
Nel 1978 è stato prodotto un film per la televisione, sequel del film Guerre stellari, intitolato The Star Wars Holiday Special. Il telefilm, trasmesso per la prima e unica volta il 17 novembre 1978 dall'emittente statunitense CBS, non è mai stato distribuito in nessun formato e le uniche copie integrali disponibili sono quelle registrate da quell'unica messa in onda.
La storia principale del film, ambientato nel 2 ABY, vede come protagonista Chewbecca e Ian Solo in visita su Kashyyyk, pianeta natale di Chewbecca, per celebrare il Life Day. Lo speciale introduce, inoltre, tre membri della famiglia di Chewbecca: suo padre Attichitcuk, la moglie Mallatobuck (Malla), e il figlio Lumpawarrump (Lumpy). Lo show contiene diversi elementi televisivi, inclusi siparietti comici e uno spezzone animato, nel quale viene introdotto per la prima volta il famoso personaggio di Boba Fett. Questo corto animato è stato distribuito separatamente su Disney+ nel 2021 con il titolo The Story of The Faithful Wookie.
Lucas ha finito con l'odiare questo film per la TV, tanto che è possibile vederlo solo attraverso copie amatoriali ed ha affermato che, se solo potesse, distruggerebbe tutte quelle che sono ancora in circolazione.
L'avventura degli Ewoks e Il ritorno degli Ewoks
Il successo de Il ritorno dello Jedi e dei personaggi degli ewok, introdotti nel film, tra gli spettatori più piccoli, diede vita a due spin-off televisivi: L'avventura degli Ewoks (The Ewoks Adventure) e Il ritorno degli Ewoks (Ewoks: The Battle for Endor). Entrambi sono ambientati sulla Luna boscosa di Endor, dove si era svolto in larga parte il terzo film della trilogia originale e sono collocati cronologicamente tra L'Impero colpisce ancora e Il ritorno dello Jedi.
Dopo aver ultimato Il ritorno dello Jedi, Lucas pensò di espandere sistematicamente l'universo di Guerre stellari con videogiochi, fumetti, libri e prodotti televisivi. Dopo la delusione dello speciale televisivo del 1978, egli decise di supervisionare di persona il progetto, scrivendo il soggetto e lasciando a terzi la produzione, per assicurarsi della qualità del prodotto. Il primo film fu ultimato in sette settimane: sei di riprese e una di re-shoot, durante la quale furono rigirate diverse sequenze. Il re-shoot venne effettuato dallo stesso Lucas, che girò e montò la parte finale del film, in quanto il regista era impegnato a dirigere un altro film e non poteva tornare a rifare le ultime scene.
I film vennero trasmessi per la prima volta negli Stati Uniti dalla ABC nei giorni del ringraziamento del 1984 e 1985, rispettivamente il 25 e il 24 novembre.

### Serie televisive
La saga di Guerre stellari ha generato diverse serie televisive animate. Di queste, tre si inseriscono nell'Universo espanso, mentre Star Wars: The Clone Wars e Star Wars Rebels sono considerati materiale canonico. Per queste produzioni, Lucas ha sempre svolto il ruolo di produttore esecutivo e, in alcuni casi, ha collaborato ai soggetti e alla sceneggiature.
Droids Adventures e Ewoks
Droids Adventures e Ewoks sono due serie televisive d'animazione, pensate per un pubblico giovane, realizzate dallo studio canadese Nelvana tra il 1985 e il 1987. Entrambe le serie sono state trasmesse sul network statunitense ABC a partire dal 7 settembre 1985. Ewoks narra in 35 episodi le avventure degli ewok prima de Il ritorno dello Jedi. Droids Adventures, in 13 episodi, ripercorre invece le gesta dei droidi C-3PO e R2-D2 ed è ambientato cronologicamente tra La vendetta dei Sith ed Una nuova speranza. Dal punto di vista finanziario entrambe le serie furono un insuccesso, a causa degli alti costi di produzione e dello scarso interesse da parte dei fan.
Star Wars: Clone Wars
Star Wars: Clone Wars è una serie televisiva d'animazione statunitense realizzata da Genndy Tartakovsky. Ambientata durante le guerre dei cloni e collocata cronologicamente tra L'attacco dei cloni e La vendetta dei Sith, consiste in 20 episodi della durata di tre minuti, che compongono la stagione uno e due (poi conosciute con il nome di Volume 1), e 5 episodi della durata variabile tra i dodici e i quindici minuti, che vanno a comporre la terza stagione (poi conosciuta come Volume 2). I 25 episodi sono per la maggior parte composti da enfatizzate scene d'azione, battaglie e scontri, a discapito di un maggior sviluppo della trama.
La serie, iniziata il 7 novembre 2003 e conclusasi il 25 marzo 2005, è stata trasmessa da Cartoon Network ed è andata in onda in italiano a partire dal 10 novembre sulla piattaforma satellitare Sky Italia per concludersi il 6 maggio 2005.
Star Wars: Clone Wars è considerato il miglior prodotto televisivo legato a Guerre stellari e ha vinto due Premi Emmy per il "miglior programma animato di un'ora o più" nel 2004 e nel 2005.

#### Serie televisiva live action
Una serie televisiva live action basata sull'universo di Guerre stellari è un progetto portato avanti da Lucasfilm già dal 2005, quando George Lucas rivelò la sua intenzione di creare un telefilm ambientato tra La vendetta dei Sith e Una nuova speranza, in cui i protagonisti sarebbero stati diversi dai personaggi principali dei film e sarebbe stato approfondito l'humus politico e criminale della galassia all'alba della caduta della Repubblica. Nel 2008 l'autore era già al lavoro sulla sceneggiatura, rivelando di aver pensato la serie come insieme di 100 episodi della durata di un'ora ciascuno. Il produttore Rick McCallum lo ha definito uno show complesso, dark e adulto e il "materiale più audace che abbiamo mai prodotto".
Nel 2011 lo sviluppo della serie venne sospeso per problemi organizzativi e in attesa di evoluzioni tecnologiche e riduzioni dei costi. Il progetto venne riesumato a inizio 2013, in seguito all'acquisizione di Lucasfilm da parte della Disney, con il network televisivo ABC indicato come possibile interessato.

### Adattamenti radiofonici
Un adattamento radiofonico de Una nuova speranza fu trasmesso per la prima volta dalla National Public Radio nel 1981. L'adattamento venne scritto dall'autore di fantascienza Brian Daley e diretto da John Madden. Nel 1983 anche L'Impero colpisce ancora fu adattato. Il ritorno del Jedi, al contrario, dovette aspettare fino al 1996, quando la Highbridge Audio, dopo l'abbandono della National Public Radio a causa di problemi di budget, mise in commercio delle versioni su CD dei primi due film e completò l'opera con la realizzazione del terzo adattamento.
Questi adattamenti contengono materiale aggiuntivo scritto da Lucas, ma mai usato nei film. Vari membri del cast originale prestarono la propria voce, inclusi Mark Hamill, Anthony Daniels e Billy Dee Williams, mentre altri personaggi vennero doppiati da attori diversi rispetto a quelli presenti nei film, come nel caso di Yoda, doppiato da John Lithgow. Queste trasmissioni radiofoniche facevano uso della colonna sonora originale di John Williams e degli effetti sonori di Ben Burtt.

### Romanzi
I romanzi basati su Guerre stellari precedono l'uscita del primo film. Nel 1976, infatti, uscì la trasposizione letteraria del lungometraggio, scritta dal ghostwriter Alan Dean Foster, ma accreditata a George Lucas. Il successivo romanzo di Foster, La gemma di Kaiburr, del 1978, fu la prima opera dell'Universo espanso che non coprisse eventi già narrati nei film a essere pubblicata.
Durante il periodo della trilogia originale uscirono periodicamente romanzi sulla serie, tra cui Han Solo, guerriero stellare e vari adattamenti dei film, ma dopo la fine della saga ci fu un lungo arco di tempo nel quale non venne pubblicato nessun nuovo libro. I romanzi usciti si limitavano inoltre all'arco temporale della trilogia originale, espandendo al massimo la storia di qualche personaggio nei periodi non coperti dai film. La LucasBooks cambiò radicalmente questo approccio con l'introduzione di The New Jedi Order, serie ambientata venti anni dopo gli eventi narrati ne Il ritorno del Jedi. Essa divenne celebre anche per aver narrato la morte di un personaggio principale della saga. Da allora diverse centinaia di romanzi sono stati pubblicati dalla casa editrice Ballantine Books.
Nel 1991 debuttò il primo capitolo della trilogia di Thrawn, di Timothy Zahn, che riaccese l'interesse per l'Universo espanso da parte dei fan. A essa si aggiunse anche, nel 1996, il progetto multimediale L'ombra dell'Impero, ambientato tra L'Impero colpisce ancora e Il ritorno del Jedi e composto da un romanzo di Steve Perry, un videogioco, una serie a fumetti e una colonna sonora composta da Joel McNeely. L'avvento della trilogia prequel contribuì ad allargare l'universo dei romanzi, che si focalizzarono soprattutto sulla guerra dei cloni e sulle varie avventure in solitario di personaggi minori, come Aayla Secura o Jango Fett.

### Fumetti

Copertina di Mio fratello, il mio nemico, tratta dalla serie Rebellion

La Marvel Comics ha pubblicato fumetti e adattamenti dedicati a Star Wars dal 1977 al 1986. La casa editrice statunitense capì che il filone sarebbe potuto diventare redditizio e impiegò per la serie una vasta gamma di autori di peso, come Roy Thomas, Archie Goodwin, Chris Claremont e Ron Frenz. La Marvel pubblicò anche una striscia quotidiana ad opera di Russ Manning, Steve Gerber e Archie Goodwin. Alla fine degli anni ottanta, la casa editrice annunciò che avrebbe pubblicato una nuova serie scritta da Tom Veitch, ma ciò nonostante, nel dicembre 1991, la Dark Horse Comics acquisì i diritti della pubblicazione dei fumetti di Guerre stellari e lanciò diverse serie, che prendevano le fila della serie e ne continuavano gli archi narrativi. La Dark Horse ha pubblicato un gran numero di serie mensili, ambientate in varie epoche fino al 2014, anno in cui i diritti sono tornati in mano alla Marvel.
La maggior parte di questo materiale è inedito in italiano. Nel corso degli anni sono state pubblicate diverse saghe, tra cui gli adattamenti ufficiali dei film e della trilogia di Thrawn, da parte della Magic Press. Nel gennaio 2008 la Panini Comics ha comunicato l'inizio della pubblicazione di una miniserie, tratta dalla collana Rebellion, sotto la costola Cult Comics. Nel 2009 sono usciti diversi volumi, contenenti episodi autoconclusivi tratti dalla serie Empire e storie brevi dalla testata Star Wars: Clone Wars, edita originariamente nel 2003.

### Videogiochi
Sin dal 1982 sono stati pubblicati oltre 120 videogiochi ambientati nell'universo di Guerre stellari, appartenenti ai generi più disparati: platform, strategici, sparatutto, simulatori di volo, di ruolo e MMORPG.
Il primo videogioco, basato su L'Impero colpisce ancora, fu creato per l'Atari 2600 dalla Parker Brothers. In esso il giocatore deve guidare uno snowspeeder durante la battaglia di Hoth e distruggere gli AT-AT sparsi nei livelli. Negli anni seguenti la fine della serie apparvero molti altri giochi, come Death Star Battle, nel quale il giocatore controllava il Millennium Falcon in missione per distruggere la seconda Morte Nera, e Jedi Arena, il primo gioco contenente una simulazione di spada laser. Nel 1983 venne realizzato, da parte di Atari, un arcade intitolato semplicemente Star Wars e basato sulle scene finali del primo film: il gioco, dotato di grafica vettoriale e alcuni frammenti di voci campionate, è stato in seguito convertito per la maggior parte delle piattaforme domestiche. Un seguito, realizzato con la medesima tecnologia e ispirato a L'impero colpisce ancora, è stato distribuito due anni più tardi come kit di conversione per il cabinato originale.
A causa della crisi dei videogiochi del 1983, che uccise temporaneamente il mercato delle console, non furono più prodotti giochi basati sulla saga. Bisognerà aspettare fino al 1987 quando una casa produttrice inglese distribuirà diverse versioni a 8 bit dei giochi vettoriali e arcade degli anni passati. Dagli anni '90 i giochi della saga cominciarono e essere prodotti dalla LucasArts, società legata alla Lucasfilm.
Nel 1991 il videogioco a piattaforme Star Wars venne distribuito nelle versioni Nintendo Entertainment System, Sega Master System e Game Boy, e così anche, un anno dopo, Star Wars: The Empire Strikes Back. Nel 1992 fu la volta di Super Star Wars, gioco creato per il Super Nintendo, seguito da Super Star Wars: The Empire Strikes Back, nel 1993 e Super Star Wars: Return of the Jedi, nel 1994.

Il logo della LucasArts

Agli inizi degli anni '90, la serie iniziò ad allontanarsi dai film e si concentrò maggiormente sull'Universo espanso. Ne è un esempio il videogioco Star Wars: X-Wing, del 1993, uno dei primi simulatori di volo ambientati nell'universo di Guerre stellari, seguito poco dopo da Star Wars: TIE Fighter; altri titoli includono Star Wars Chess, videogioco di scacchi realizzato da The Software Toolworks sotto licenza della Lucas, o lo sparatutto Rebel Assault, creato interamente con grafica digitalizzata e tra i primi a sfruttare la capienza dei CD-ROM.
In Dark Forces, uno sparatutto in prima persona del 1995, il giocatore interpreta il ruolo di Kyle Katarn, Star Wars: Jedi Knight II: Jedi Outcast e Star Wars: Masters of Teräs Käsi, ambientato nel periodo tra Una nuova speranza e L'Impero colpisce ancora. Il gioco narra la lotta tra Luke e Arden, un'assassina ingaggiata da Palpatine affinché eliminasse il giovane Jedi.
Quando La minaccia fantasma entrò in pre-produzione, dozzine di licenze vennero vendute, dando vita a diversi giochi che espandevano l'universo della saga, come il primo capitolo della serie Rogue Squadron, dalla quale venne tratta anche una serie a fumetti.
Dopo l'uscita di Episodio I nel 1999, vennero realizzati e distribuiti moltissimi giochi ispirati al film. Il primo, Star Wars: Episodio I Racer, basato sulla sequenza degli sgusci del film, ottenne molto successo, mentre altri giochi basati sul film, come Star Wars: Battle for Naboo e Star Wars: Episode I: Jedi Power Battles, non vennero accolti favorevolmente. Nello stesso anno venne pubblicato il titolo strategico Star Wars: Rebellion, particolare in quanto introduce navi e pianeti mai visti nei canoni originali. Il secondo RTS, Star Wars: Force Commander non venne accolto positivamente a causa di un primitivo motore 3D del gioco e di una grafica già in partenza datata.
Nel 2002, poco prima dell'uscita de L'attacco dei cloni, vide la luce un'altra ondata di giochi basati sul film, tra cui Star Wars: The Clone Wars, Star Wars: Racer Revenge e Star Wars: Bounty Hunter. I giochi si concentravano su personaggi o eventi del film, come Jango Fett e le guerre dei cloni.
Sempre nel 2002, oltre ai giochi basati sulla pellicola, vennero distribuiti spin-off e tie-in come Star Wars: Jedi Knight II: Jedi Outcast, che dette l'opportunità di duellare realisticamente con la spada laser. Un anno più tardi, uscirono due nuovi videogiochi: il nuovo capitolo della serie Jedi Knight, intitolato Star Wars Jedi Knight: Jedi Academy, e Star Wars: Knights of the Old Republic, un videogioco di ruolo che ebbe un vasto successo e venne eletto non solo gioco dell'anno, ma anche uno dei migliori videogiochi basati su Guerre stellari.
Nel 2004 vennero distribuiti altri due giochi: Star Wars: Battlefront e Star Wars: Knights of the Old Republic II: The Sith Lords, mentre nel 2005, contemporaneamente all'uscita de La vendetta dei Sith nei cinema, vennero pubblicati: Episodio III: Il videogioco, Star Wars: Battlefront II e Lego Star Wars, il cui sequel uscì un anno dopo. Nel 2006, Star Wars: L'Impero in guerra venne distribuito, assieme alla sua espansione L'esercito dei corrotti.
Nel 2008 la LucasArts sviluppò un gioco di nuova generazione per PlayStation 3, Xbox 360 e Wii, uscito il 16 settembre negli Stati Uniti d'America, e il 19 in Europa. Il gioco, intitolato Star Wars: Il potere della Forza, è ambientato nel periodo inesplorato tra La vendetta dei Sith e Una nuova speranza e narra di un misterioso apprendista segreto di Dart Fener incaricato di assassinare gli ultimi Jedi rimasti. Inoltre, in concomitanza con l'uscita della serie The Clone Wars e dell'omonimo prequel cinematografico, vennero distribuiti altri due giochi: il primo, dal titolo Star Wars: The Clone Wars - Jedi Alliance per Nintendo DS, mentre il secondo, Star Wars: The Clone Wars - L'era dei duelli, per Wii. Entrambi i giochi sono un'esclusiva delle console Nintendo e sono stati distribuiti l'11 novembre 2008 negli Stati Uniti, mentre finora solo L'era dei duelli è stato distribuito in Italia, il 14 novembre dello stesso anno. Il 26 ottobre 2010 in Nord America, e tre giorni dopo nel resto del mondo, è uscito Star Wars: Il potere della Forza II.

### Giochi di ruolo
Sono stati prodotti su licenza diversi giochi di ruolo ambientati nell'universo di Star Wars. Il primo di Greg Costikyan, Bill Slavicsek e Curtis Smith Guerre stellari - Il gioco di ruolo (Star Wars the Roleplaying Game, ) pubblicato dalla West End Games nel 1987, che, come già detto, ha avuto un importante ruolo nella formazione iniziale dell'Universo espanso. Il gioco fu premiato per le migliori regole di un gioco di ruolo all'H. G. Wells Award del 1987. La seconda edizione pubblicata nel 1992 fu parzialmente tradotta in italiano dalla Stratelibri nel 1993.
Con l'approssimarsi dell'uscita cinematografica della nuova trilogia, la Lucasfilm tolse i diritti di pubblicazione di giochi di ruolo alla West End Games. I diritti furono ceduti alla Wizards of the Coast, che pubblicò Star Wars - Il gioco di ruolo (Star Wars the Roleplaying Game, Bill Slavicsek, Andy Collins e J.D. Wicker). Il gioco è basato sul d20 System, derivato dal regolamento della terza edizione di Dungeons & Dragons. Nel 2002 la Wizard pubblicò una seconda edizione delle regole, tradotta in italiano dalla 25 Edition. Nel 2007 la Wizard pubblicò una nuova edizione, la Star Wars Saga Edition (Christopher Perkins, Owen K.C. Stephens, Rodney Thompson) nella quale testò molte delle regole che sarebbero comparse nella quarta edizione di Dungeons & Dragons.
Agli inizi del 2010 la Wizards of the Coast decise di non rinnovare la licenza, sia per la produzione del gioco di ruolo che per le miniature. Nel 2011 la licenza fu acquisita dalla Fantasy Flight Games che pubblicò un nuovo gioco di ruolo, più orientato alla narrazione, da giocare con un tipo di dadi particolare, suddiviso in vari libri a seconda del tipo di personaggio e di ambientazione in cui si volesse giocare: Star Wars: Edge of the Empire (versione preliminare pubblicata nell'agosto 2012, versione definita nel giugno 2013) Star Wars: Age of Rebellion (settembre 2013 e luglio 2014) e Star Wars: Force and Destiny (settembre 2014 e luglio 2015). Al contrario dei gioco precedenti, i manuali prendevano in considerazione quasi esclusivamente il periodo temporale della trilogia classica.

### Giochi da tavolo
Altri giochi prodotti basati sulla licenza Guerre stellari:
- Alfred Leonardi, Star Wars: Starfighter Battle Books, 1989, West End Games. Un librogame che permette di giocare un duello tra un X-Wing contro un Tie starfighter[53].
- Rollie Tesh e Tom Braunlich, Star Wars, 1995, Decipher games. Gioco di carte collezionabili in cui i giocatori devono controllare luoghi iconici della saga per riuscire a vincere. La Decipher perse la licenza nel 2001[54].
- Star Wars Trading Card Game, 2002, Wizard of the Coast. Gioco di carte collezionabili in cui due giocatori fanno scontrare i propri eroi in un'arena. Pubblicato fino al 2007[55][56].
- Jeff Grubb, Peter Lee, Bill Slavicsek e Jonathan Tweet. Star Wars Miniatures, 2004, Wizard of the Coast. Gioco di scontro tra miniature collezionabili che usava una versione derivata del regolamento d20[57][58].
- Steven Kimball, James Kniffen, Corey Konieczka, Jason Little, Brady Sadler, Adam Sadler. Star Wars: X-Wing gioco di miniature (Star Wars: X-Wing Miniatures Game), 2012, Fantasy Fligh Games. Gioco di combattimenti tra miniature rappresentanti i caccia e le astronavi leggere[51][59].
- Eric M. Lang, Star Wars: The Card Game, 2012. Gioco di carte collaborativo pubblicato nel formato living card game[51].
- Justin Kemppainen, Corey Konieczka, Jonathan Ying, Star Wars: Imperial Assault, 2014, Fantasy Fligh Games. Gioco da tavolo di combattimento tattico sul suolo[60][61].
- James Kniffen e Christian T. Petersen, Star Wars: Armada, 2015, Fantasy Fligh Games. Wargame di scontro tra flotte di astronavi pesanti[62][63].